# Wegen in Estland
De wegen in Estland vormen een belangrijk onderdeel van de infrastructuur van het Baltische land. Het netwerk is door de lage bevolkingsdichtheid van het platteland niet erg dicht. Er zijn ook geen officiële autosnelwegen in Estland, al zijn er wel enkele wegen die aan alle kenmerken van een autosnelweg voldoen. Een voorbeeld is de Põhimaantee 1 ten oosten van de hoofdstad Tallinn.

## Wegnummering
De wegnummering in Estland bestaat uit drie lagen: de hoofdwegen (Estisch: põhimaanteed), de secundaire wegen (Estisch: tugimaanteed) en de tertiaire wegen (kõrvalmaanteed). Sinds de onafhankelijkheid van Estland in 1991 zijn enkele secundaire wegen opgewaardeerd tot hoofdwegen. Deze voormalige secundaire wegen heten nu Põhimaantee 8, 9, 10 en 92.

### Hoofdwegen

Wegschild van een hoofdweg

De hoofdwegen worden aangegeven door een rood schildje met witte letters. Ze zijn genummerd van 1 tot en met 11 en 92. Er zit weinig systeem in de nummering, maar over het algemeen hebben belangrijkere wegen lagere nummers. 

### Secundaire wegen

Wegschild van een secundaire weg

De secundaire wegen worden aangegeven door een wit schildje met zwarte letters. Ze zijn genummerd van 12 tot en met 95. Er zitten enkele gaten in de nummering, doordat een paar secundaire wegen zijn opgewaardeerd tot hoofdwegen. De nummering is gezoneerd. Van 12 tot en met 73 lopen de nummers op vanaf het noorden naar het zuiden. De nummers 75 tot en met 86 liggen op de eilanden Saaremaa en Hiiumaa. Vanaf 87 zijn de nummers toegekend aan nieuwe wegen.

### Tertiaire wegen
De tertiaire wegen zijn korte, lokale wegen en verschijnen niet op de bewegwijzering. Ze zijn slechts administratief. De nummers zijn vijf cijfers lang, waarbij de eerste twee cijfers voor de provincie staan.

## Bewegwijzering
De bewegwijzering in Estland is blauw met witte letters. Het lettertype is een variant van Arial, waarbij alleen hoofdletters worden gebruikt. Bij de wegnummers wordt geen prefix gebruikt. Alleen de nummers worden vermeld. 
Albanië · Andorra · Armenië · Azerbeidzjan · België · Bosnië en Herzegovina · Bulgarije · Cyprus · Denemarken · Duitsland · Estland · Finland · Frankrijk · Georgië · Griekenland · Hongarije · IJsland · Ierland · Italië · Kazachstan · Kroatië · Letland · Liechtenstein · Litouwen · Luxemburg · Malta · Moldavië · Monaco · Montenegro · Nederland · Noord-Macedonië · Noorwegen · Oekraïne · Oostenrijk · Polen · Portugal · Roemenië · Rusland · San Marino · Servië · Slovenië · Slowakije · Spanje · Tsjechië · Turkije · Vaticaanstad · Verenigd Koninkrijk · Wit-Rusland · Zweden · Zwitserland